# Suphisellus levis
Suphisellus levis là một loài bọ cánh cứng trong họ Noteridae. Loài này được Fall miêu tả khoa học đầu tiên năm 1909.